# Prix Midang
Le Prix Midang (미당문학상) est un prix littéraire sud-coréen créé en 2001.
Il est nommé en l'honneur de l'écrivain Seo Jeong-ju (1915-2000) dont le nom de plume est « Midang ».

## Liste des lauréats
| #  | Année | Lauréat          | Œuvre               | Traduction |
| -- | ----- | ---------------- | ------------------- | ---------- |
| 1  | 2001  | Chong Hyon-jong  | 견딜 수 없네        |            |
| 2  | 2002  | Hwang Tong-gyu   | 탁족(濯足)          |            |
| 3  | 2003  | Choi Seungho     | 텔레비전            |            |
| 4  | 2004  | Kim Ki-taek      | 어떻게 기억해냈을까 |            |
| 5  | 2005  | Moon Taejun      | 누가 울고 간다      |            |
| 6  | 2006  | Kim Hyesoon,     | 모래 여자           |            |
| 7  | 2007  | Mun In-su        | 식당의자            |            |
| 8  | 2008  | Song Chanho      | 가을                |            |
| 9  | 2009  | Kim Eon          | 기하학적인 삶       |            |
| 10 | 2010  | Jang Seoknam     | 가을 저녁의 말      |            |
| 11 | 2011  | Yi Young-gwang   | 저녁은 모든 희망을  |            |
| 12 | 2012  | Gwon Hyeog-ung   | 봄밤                |            |
| 13 | 2013  | Hwang Byungseung | 내일은 프로         |            |
| 14 | 2014  | Ra Heeduk        | 심장을 켜는 사람    |            |